# Ramon Mas i Escuder
Ramon Mas i Escuder (Barcelona, ? - 27 de juny de 1809) fou un fuster de ribera de la Barceloneta executat a Barcelona després de la Conspiració de l'Ascensió durant l'ocupació napoleònica.

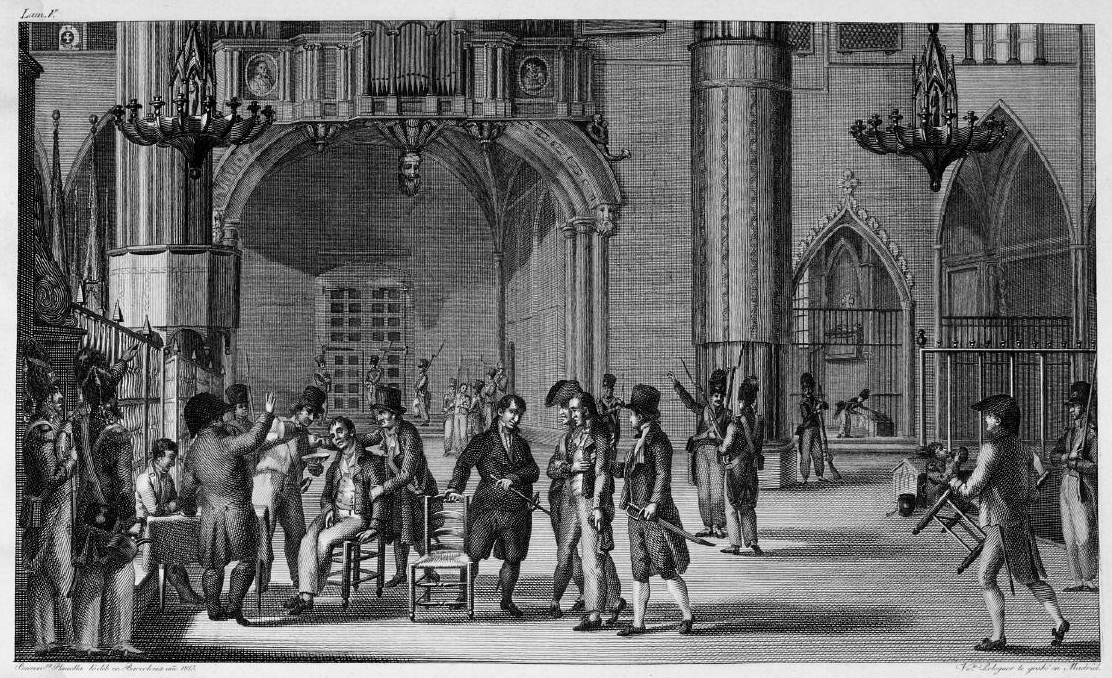
Dibuix de Bonaventura Planella sobre la detenció de Mas, Portet i Lastortras a la Catedral de Barcelona, després de tres dies amagats a l'orgue.

Entre el 12 i el 14 de maig de 1809 tingué lloc a Barcelona un pla per rebel·lar-se contra els governadors francesos de la ciutat, conegut com a Conspiració de l'Ascensió, que fracassà per la traïció d'uns col·laboradors italians. Foren detingudes 18 persones, de les quals cinc van ser condemnades a mort, Joaquim Pou, Joan Gallifa, Josep Navarro, Salvador Aulet i Joan Massana, fent-se les execucions el 3 de juny de 1809.
El mateix dia de les execucions, tres ciutadans - Ramon Mas, Julià Portet i Pere Lastortras - van començar a tocar a sometent la campana Tomasa de la Catedral de Barcelona. Les tropes franceses entraren a la seu a prendre'ls, però durant tres dies els campaners rebels es van poder amagar rere les manxes de l'orgue. Segons s'indica, al final van sortir amb la promesa que serien perdonats, encara que van ser presos i condemnats també a mort, executats finalment el 27 de juny de 1809, essent enterrats inicialment en el fossar de Sant Felip Neri. Posteriorment les seves despulles van ser traslladades a la Catedral, on reposen en l'anomenada Capella dels Màrtirs.

En el judici, Ramon Mas fou defensat per Antoni Bonaventura Gassó, que el presentà com un jove ingenu i ignorant, que hauria portat a terme una acció absurda:
"No es felizmente cuestión de sangre vertida, perversidad, ni robo que vengar; sinó de un acto de desvarío, o de un acto de frenesí a corregir"

"Nulidad en medios materiales, insuficiente en los intelectuales, y falta de combinación en todo género; eran los caracteres distintivos de Mas"
L'any 1927 fou dedicat a Ramon Mas un petit carrer en el barri de Sant Pere, a tocar del Palau de la Música Catalana.
També en record dels fets, el 1941 es va inaugurar el Monument als Herois de 1809, a la plaça Garriga i Bachs, a tocar de la Catedral. El grup escultòric només presenta els cinc executats el 3 de juny de 1809, però la placa també recorda els tres que van ser morts el 27 de juny següent per haver tocat a sometent.